# Bullguard
A Bullguard egy 2002-ben alapított dán számítógép-biztonsági cég. Legismertebb termékeik közé tartozik a BullGuard Internet Security, BullGuard Antivirus, BullGuard Premium Protection.
A legelső verzió 2002 júniusában jelent meg, 2003-ra pedig több mint 3 millió számítógépen futott. Ez a szám 2006-ra elérte a 16 milliót.
Székhelye az Egyesült Királyságban, azon belül Londonban van, de van a cégnek irodája Belgiumban, Dániában, Franciaországban, Németországban, Romániában, Svédországban és az Amerikai Egyesült Államokban is.

## Termékek
- BullGuard Antivirus
- BullGuard Internet Security
- BullGuard Premium Protection
- BullGuard VPN
- BullGuard Mobile Security
- BullGuard Identity Protection

## Fordítás
Ez a szócikk részben vagy egészben  a   BullGuard című román Wikipédia-szócikk ezen változatának fordításán alapul.  Az eredeti cikk szerkesztőit annak laptörténete sorolja fel. Ez a jelzés csupán a megfogalmazás eredetét és a szerzői jogokat jelzi, nem szolgál a cikkben szereplő információk forrásmegjelöléseként.